# أرتور غارسيا (دراج مكسيكي)
أرتور غارسيا (بالإسبانية: Arturo García)‏ هو دراج مكسيكي، ولد في 3 أغسطس 1969.

## وصلات خارجية
- أرتور غارسيا على موقع أوليمبيديا (الإنجليزية)